# استو (ماساچوست)
استو (به انگلیسی: Stow) شهرکی در شهرستان میدلسکس ایالت ماساچوست می‌باشد که در سال ۱۶۸۳ بنیان‌گذاری شده‌است. این شهرک در سرشماری سال ۲۰۱۰ میلادی، ۶٬۵۹۰ نفر جمعیت داشته‌است.

## نگارخانه

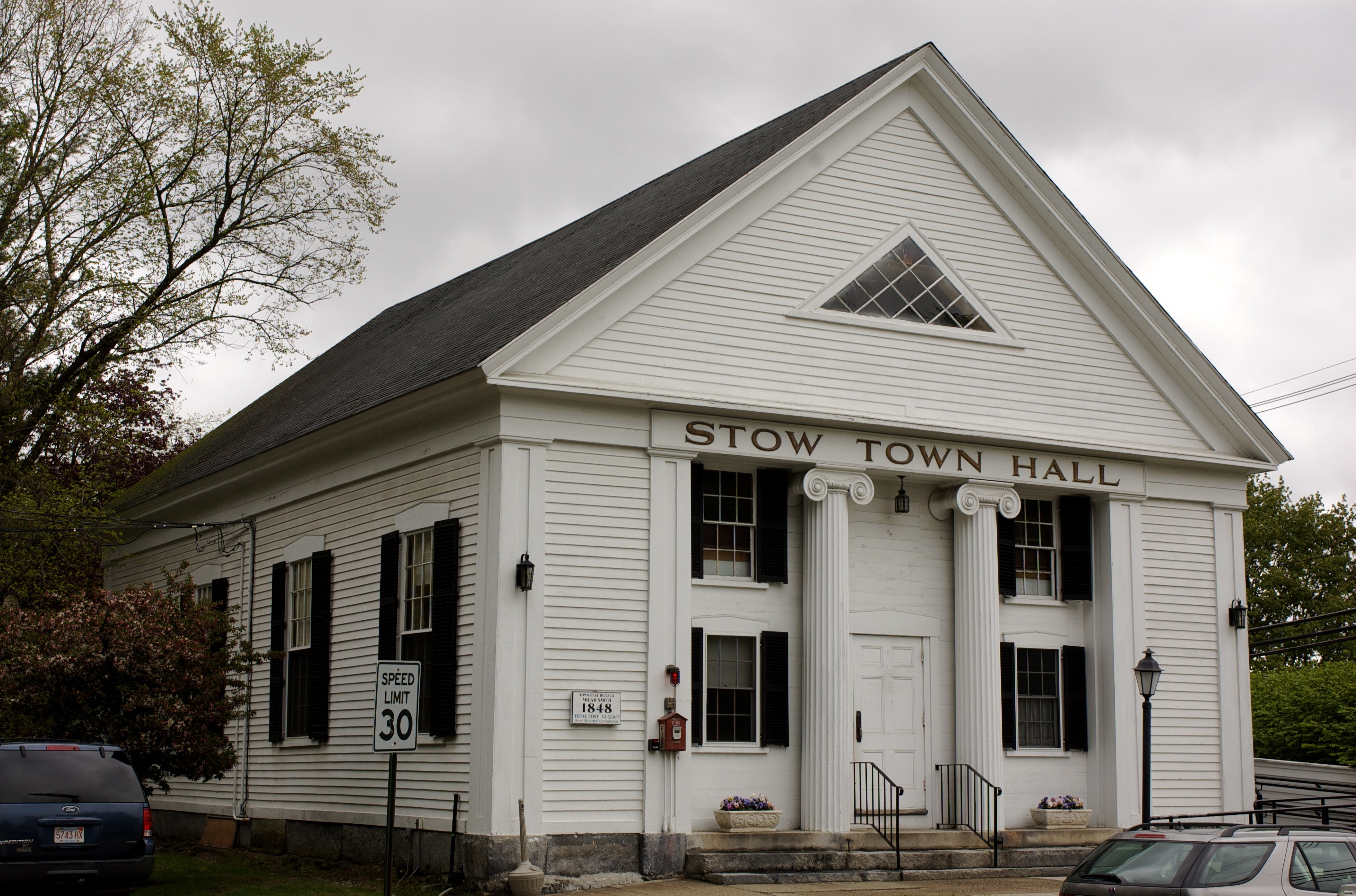
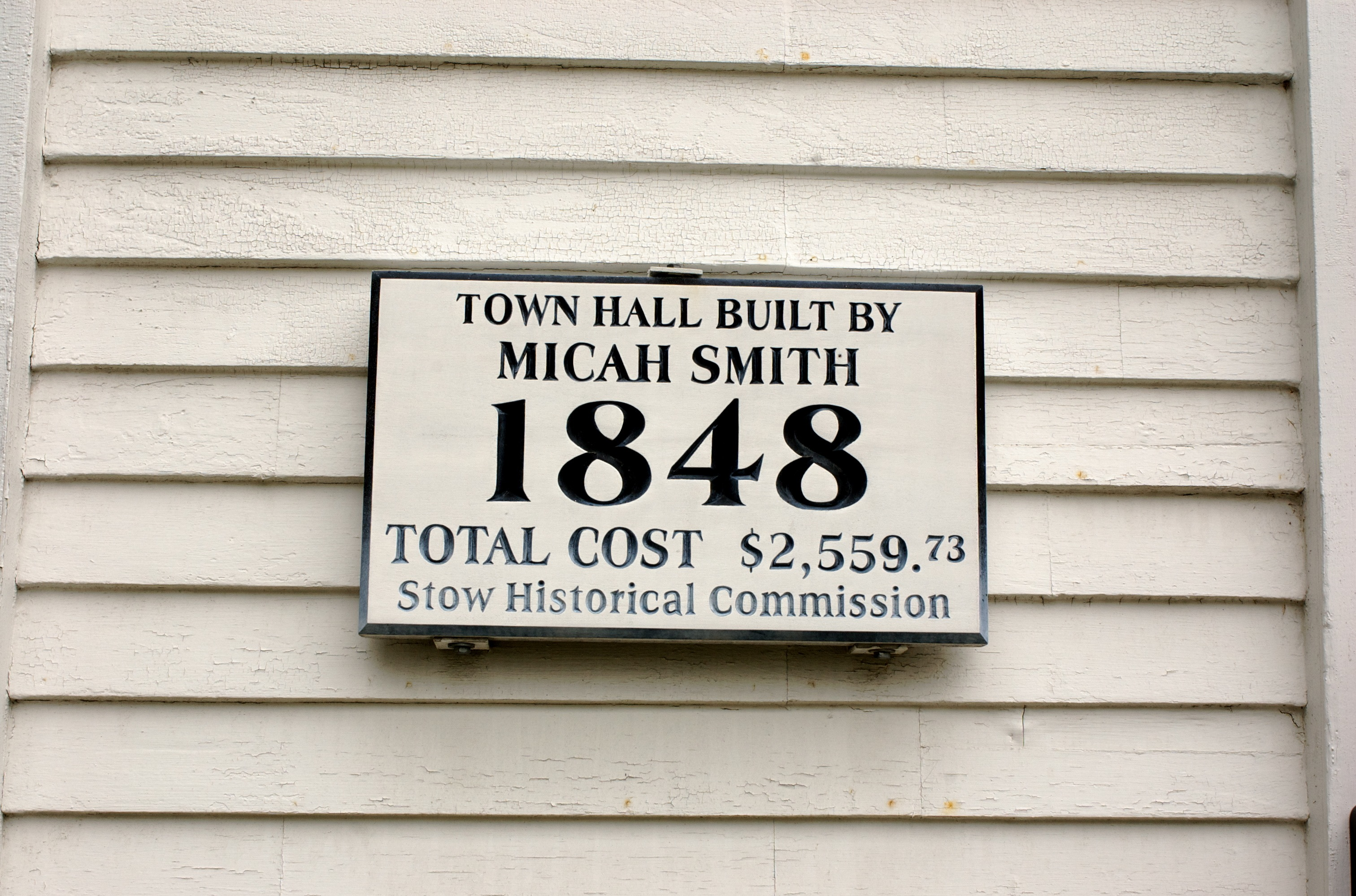